# Marianów (powiat gostyniński)
Marianów (nazwa oboczna: Marianów Lucieński) – wieś w Polsce położona w województwie mazowieckim, w powiecie gostynińskim, w gminie Gostynin.
| SIMC    | Nazwa  | Rodzaj    |
| ------- | ------ | --------- |
| 0564613 | Janowo | część wsi |

W latach 1975–1998 miejscowość należała administracyjnie do województwa płockiego.
Na południowym obszarze gminy znajduje się również Marianów Sierakowski.